# Готические голоса
Готические голоса (англ. Gothic Voices) — британский вокальный ансамбль, специализирующийся на музыке XI—XV веков. Основан в 1981 году музыковедом-медиевистом Кристофером Пейджем, который руководил ансамблем до 2005 г.
Дебютная запись ансамбля — альбом гимнов и секвенций Хильдегарды Бингенской «Пёрышко от уст Господних» (англ. A Feather on the Breath of God; 1981), в записи которого была занята Эмма Кёркби (работала с коллективом до 1983 года) — стала важнейшим шагом на пути к успеху не только для музыкантов, но и для выпустившей альбом молодой звукозаписывающей компании Hyperion Records: пластинка разошлась в итоге общим тиражом более 350 000 экземпляров. В дальнейшем Gothic Voices записали для «Гипериона» ещё 24 диска, в том числе произведения Гийома де Машо, Гийома Дюфаи, Джона Данстейбла и др. После ухода Пейджа (и окончания контракта с «Гиперионом») ансамбль продолжает следовать установленной Пейджем исполнительской концепции, записывает музыку средневекового и раннеренессансного репертуара (Франческо Ландини, композиторы периода Ars subtilior и др.). В некоторых случаях ансамбль привлекается и к исполнению произведений современных композиторов, особенно опирающихся в своём творчестве на опыт старинной музыки, — прежде всего, Джона Тавенера.